# Woźniki (powiat piotrkowski)
Woźniki – wieś w Polsce położona w województwie łódzkim, w powiecie piotrkowskim, w gminie Wola Krzysztoporska, przy drodze krajowej nr 8 (E67) około 11 km na zachód od Piotrkowa Trybunalskiego.
Do 1953 roku miejscowość była siedzibą gminy Woźniki. W latach 1975–1998 miejscowość należała administracyjnie do województwa piotrkowskiego.

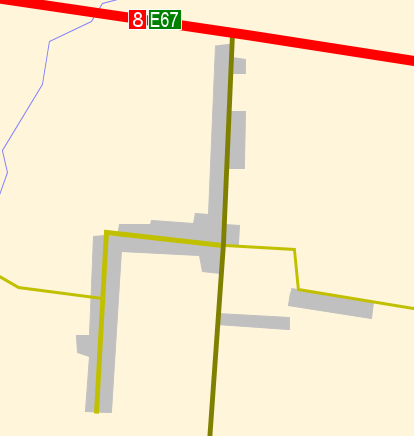
Mapa wsi